# ISBCAD

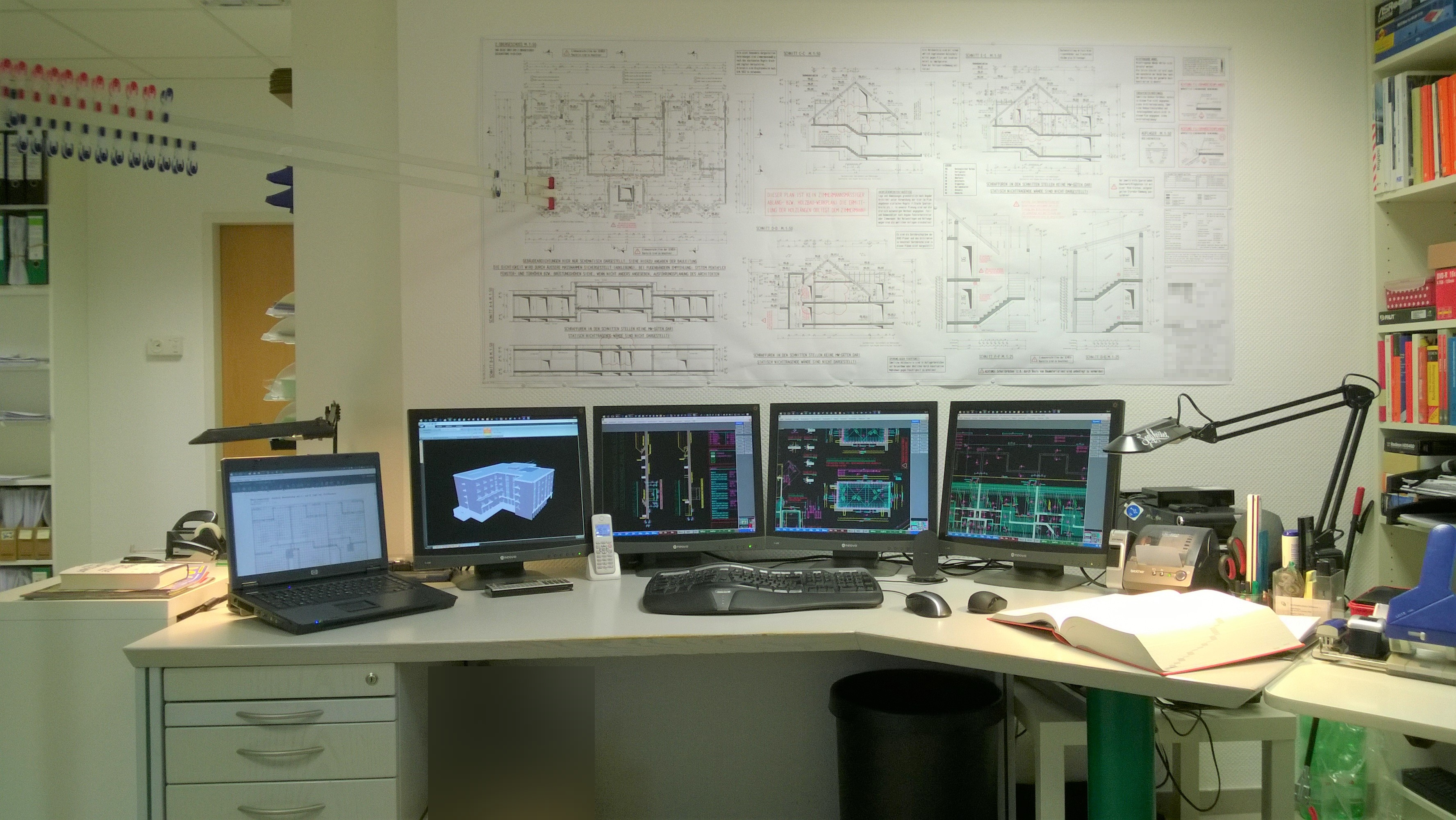
Arbeitsplatz eines Bauzeichners mit ISBCAD und Frilo 2018

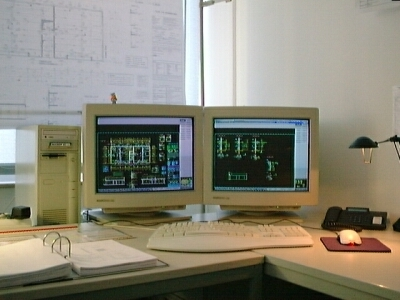
Arbeitsplatz eines Bauzeichners mit ISBCAD 1998

ISBCAD (bis zur Version 2020 -isb cad-) ist ein CAD-Programm zur Erstellung von 2D-Plänen im konstruktiven Ingenieurbau und wird von der GLASER Programmsysteme GmbH entwickelt. Das Programm ist stark auf die Anforderungen in der Bauplanung spezialisiert. Es eignet sich unter anderem zur Erstellung von Eingabe-, Positions-, Schal- und Bewehrungsplänen.
Die erste Version von ISBCAD erschien im Jahr 1985. Zurzeit ist ISBCAD 2023 erhältlich. Die Software ist bei über 9.500 Anwendern im Einsatz und wird vorwiegend in Deutschland, Polen, Russland, Rumänien, Österreich und der Schweiz vertrieben.

## Funktionsumfang
Durch seinen modularen Aufbau ist ISBCAD für verschiedene Aufgabenbereiche skalierbar. Grundlage für alle Programmerweiterungen sind das Allgemeine Konstruktionsprogramm und das Allgemeine Bewehrungsprogramm.

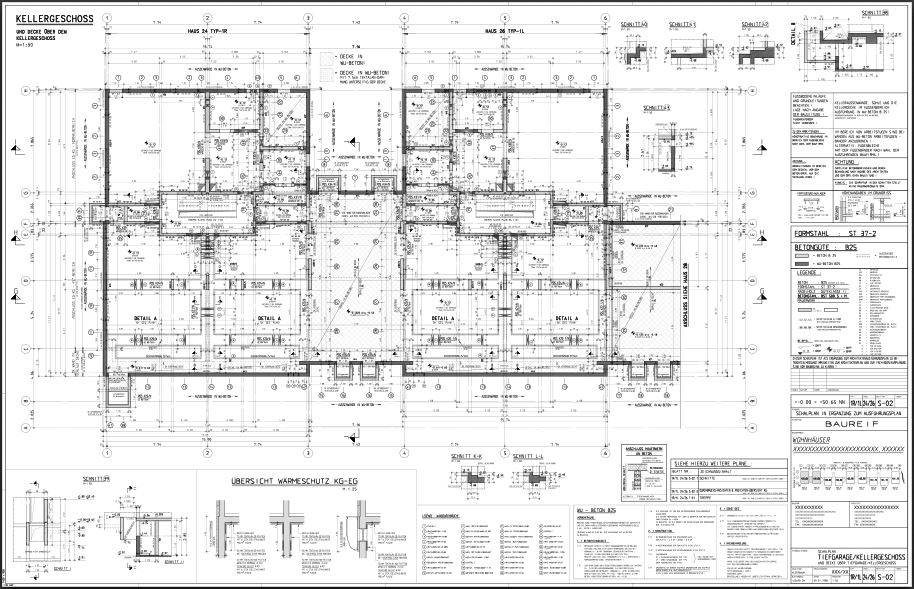
Ein mit ISBCAD erstellter Schalplan

### Allgemeines Konstruktionsprogramm
Das Allgemeine Konstruktionsprogramm enthält Grundfunktionen, um geometrische Formen und Elemente, Maßketten und Texte als 2D-Darstellung zu erzeugen und zu bearbeiten. Damit können Grundrisse, Schnitte, Ansichten, Entwurfs-, Ausführungs- und Detailzeichnungen inklusive aller Beschriftungen und Bemaßungen für jeden Bereich des Hoch- und Tiefbaus konstruiert werden. Durch die integrierte Folienautomatik erhalten Pläne eine sinnvolle Struktur.

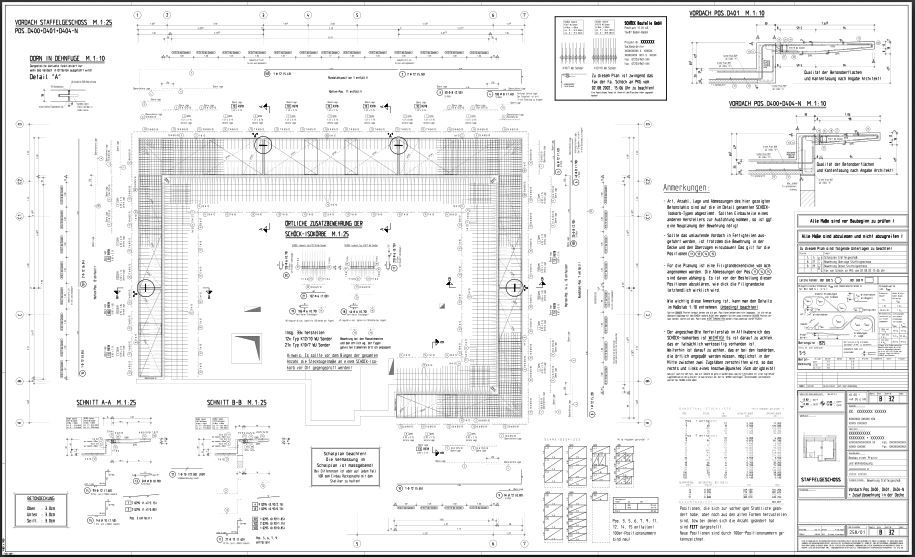
Ein mit ISBCAD erstellter Bewehrungsplan

### Allgemeines Bewehrungsprogramm
Die Aufgabe des Allgemeinen Bewehrungsprogramms besteht darin, die für die Herstellung von Stahlbetonbauteilen benötigte Betonstahl-Bewehrung in Plänen darzustellen und zu verwalten. Spezielle Funktionen dienen dazu, entsprechende Verlegungen von Rundstahl und Betonstahlmatten vorzunehmen. Auf Basis der Verlegungen können automatisch Stahl- und Biegelisten ausgegeben werden. ISBCAD erstellt Schneideskizzen, um die benötigte Anzahl von Betonstahlmatten zu optimieren.
Eine Besonderheit des Programms stellt die Möglichkeit dar, auf Basis von Berechnungsergebnissen der Finite-Elemente-Methode (FEM) automatische Bewehrungsvorschläge generieren zu lassen. Diese Daten werden bei der statischen Berechnung der Bauteile gewonnen. ISBCAD ist in der Lage, die Daten fast aller deutschen FEM-Programme, die im Bauwesen Verwendung finden, zu interpretieren und umzusetzen.

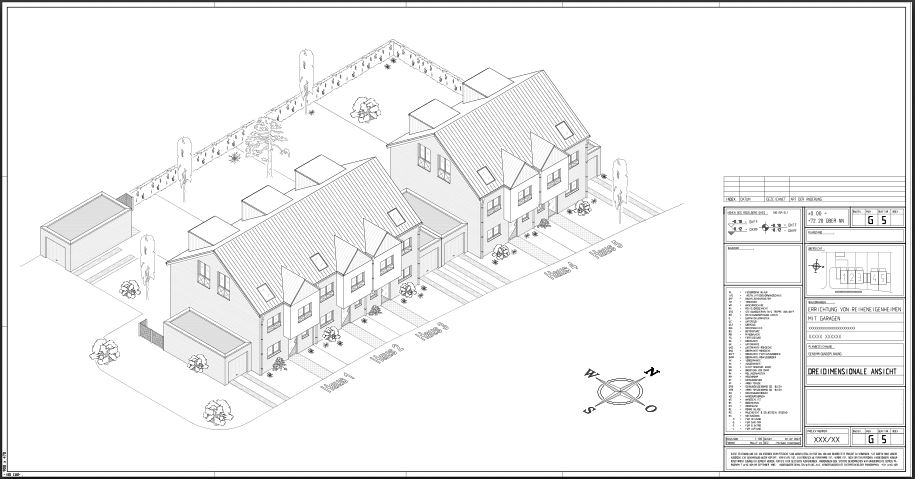
Ein mit ISBCAD gefertigter Bauantragsplan

## Variantenprogramme
Ein weiteres markantes Kennzeichen von ISBCAD sind die Variantenprogramme. Diese Spezialprogramme dienen dazu, für Standardbauteile wie Unterzüge, Überzüge, Stützen, Fundamente, Treppen usw. schnell komplette Schal- und Bewehrungspläne zu erstellen. Im Gegensatz zum Allgemeinen Konstruktions- und Bewehrungsprogramm geschieht dies hier aber nicht mit Hilfe von CAD-Funktionen. Vielmehr erfolgt eine numerische Eingabe der bauteilspezifischen Parameter zu Geometrie und Bewehrung. Diese Parameter werden von den Variantenprogrammen interpretiert und automatisch in Zeichnungen umgesetzt. Die Stahllisten werden auch hier automatisch erstellt.

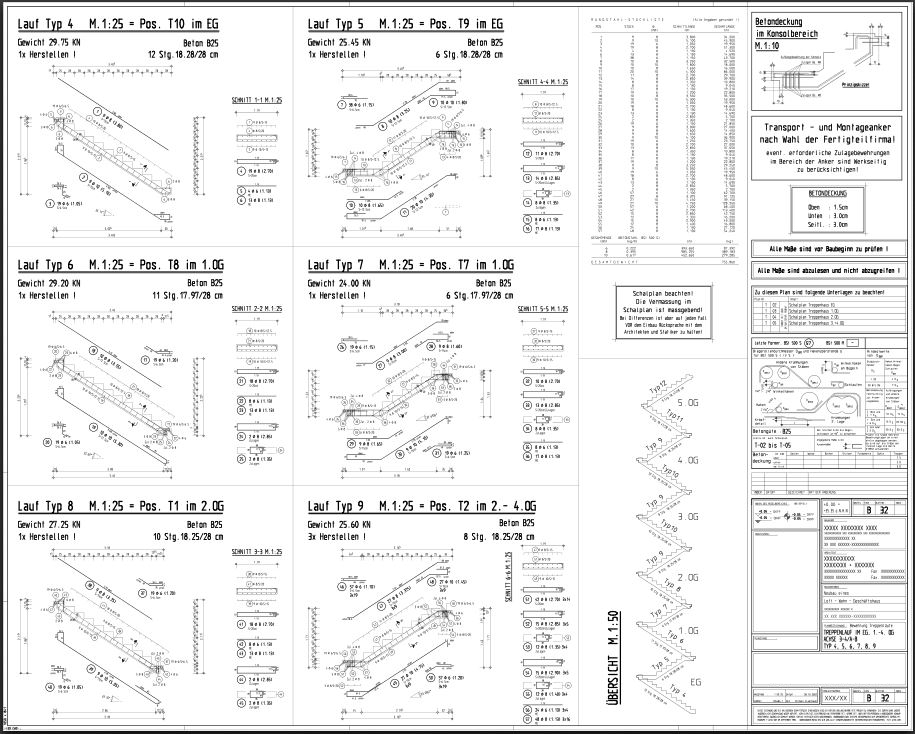
Ein mit ISBCAD gefertigter Werkplan für Stahlbetonfertigteile

## ISBCAD Academy
Die aktuelle ISBCAD Version wird Studenten, Schülern und Auszubildenden kostenfrei zur nicht kommerziellen Nutzung zur Verfügung gestellt. ISBCAD Academy zählt über 3.900 registrierte Anwender und ist in deutscher und polnischer Sprache verfügbar. Für alle Studenten, Schüler und Auszubildende hat die Hochschule für angewandte Wissenschaft und Kunst Hildesheim zahlreiche Video-Tutorials für die Arbeit mit ISBCAD geschaffen.

## Datenaustausch
ISBCAD speichert Daten mit der Dateiendung AKT. Zum Datenaustausch mit Fremdprogrammen unterhält ISBCAD außerdem Schnittstellen zu den Dateiformaten DXF, DWG, DGN, PDF, PLT, BMP, WMF, EMF und BVBS. Eine Schnittstelle zum Import von Geometriedaten aus IFC-Dateien ist ebenfalls vorhanden.

## Kopierschutz
Seit ISBCAD 2013 wird die WIBU SYSTEMS CodeMeter-Technologie für Lizenzkontrolle und Softwareschutz verwendet. Dabei handelt es sich um einen USB-Dongle, der am Rechner zur Aktivierung des Programms angeschlossen wird. ISBCAD Lizenzen können an einzelnen, lokalen Rechnern genutzt oder in einer Netzwerkumgebung mit mehreren Anwendern an einem Lizenzserver verwaltet und genutzt werden.

## Versionshistorie
ISBCAD hat einen jährlichen Releasezyklus.
Wichtige Meilensteine:
- 1984: Die Variantenprogramme von -isb cad- erscheinen.
- 1985: -isb cad- wird erstmals auf der IT-Messe CeBIT in Hannover vorgestellt.
- 1988: Allgemeines Konstruktions- und Allgemeines Bewehrungsprogramm werden veröffentlicht.
- 1998: -isb cad- Version 10.0 erscheint. Windows wird unterstützt.
- 2007: -isb cad- Version 21.0 erscheint. Windows wird unterstützt.[4]
- 2009: -isb cad- 2010 wird vorgestellt. Windows 7 wird unterstützt.
- 2010: Vorstellung des Ausbildungsprogramms -isb cad- Academy / Release von -isb cad- 2011.
- 2015: -isb cad- Version 2016 erscheint. Windows 10 wird unterstützt.[5]
- 2020: Release von ISBCAD 2021 im Dezember 2020. Neues Produktdesign
- 2021: Release von ISBCAD 2022 im Dezember 2021. Windows 11 wird unterstützt.